# Guido Gezellemuseum
Het Guido Gezellemuseum was van 1926 tot 2020 een museum in de Rolweg in Brugge. Het museum was gewijd aan het leven en het oeuvre van de Vlaamse dichter Guido Gezelle (1830-1899), en was gevestigd in zijn geboortehuis. Na de sluiting werd het omgevormd tot het Gezellehuis.

## Geschiedenis
In juli 1926 werd, op initiatief van het Brugse Davidsfonds, een vzw opgericht onder de naam Gezellemuseum. Onder de dertig stichtende leden vond men acht leden van de Brugse clerus, die met het Davidsfonds verbonden waren, onder wie Paul Allossery, Leo Vanhalst, Pieter Ghyssaert, Michiel English en Jan De Cuyper. Onder de overige leden bevonden zich Jozef Vierin, schepen van Brugge, Jeroom Noterdaeme, Joseph Axters, Jan Bernolet, bestendig afgevaardigde, oogarts Rafaël Rubbrecht en andere leden van het Davidsfondsbestuur.
Het museum werd geopend op 14 december 1926, nadat de gemeente Brugge het huis met omgeving had aangekocht. De tentoonstelling die in 1924 in het Provinciaal Hof was gehouden en waarbij heel wat Gezelliaanse memorabilia waren bijeengebracht, gaf inspiratie van hoe het huis werd aangekleed. Een deel van het huis werd ingericht als huisbewaarderwoonst en werd ter beschikking gesteld van Jozef Lateur († 1949) en Lisa Lateur (†1950), broer en zus van Stijn Streuvels. Na hun dood werden ze opgevolgd door het echtpaar Jerome Hugelier - Amanda Gezelle (1897-1969). Zij was een kleindochter van Romaan Gezelle en een dochter van Georges Gezelle-Walraet.

De toekenning van het huisbewaarderschap aan Jozef en Lisa Lateur was niet vlekkeloos verlopen. Caesar Gezelle en over het algemeen de naamdragers Gezelle maakten er zich zeer boos over. Caesar schreef naar de conservator Paul Allossery dat hij niets voor het museum voelde: 
Eén van de redenen is dat de bewaring ervan is afgestaan aan den jongeren Gezelletak, terwijl de oudere die de naam draagt en ook in Brugge woont, voorbijgezien wordt. Mijn twee zusters wonen te Brugge en hadden evenzeer met het postje gediend geweest als de Lateurs.
In 2020 werd beslist om, na jarenlange teleurstellende bezoekersaantallen, het Guido Gezellemuseum te hervormen tot het Gezellehuis. De locatie kreeg een nieuwe invulling, met onder andere seizoensgebonden activiteiten.
De naamwijziging en afschaffing van het huis als exclusief aan Guido Gezelle gewijd museum werd niet door iedereen gunstig onthaald. Jozef Deleu publiceerde in De Standaard een scherpe veroordeling. Professor Frank Willaert verwoordde namens de Koninklijke Academie voor Nederlandse Taal en Letteren het onbegrip en ongenoegen over de sluiting. De Brugse vereniging S.O.S. voor een Leefbaar Brugge liet opmerken dat er weinig was ondernomen om het museumbezoek te ondersteunen. Gemeenteraadslid Martine Bruggeman (N-VA, oppositie) interpelleerde het schepencollege tijdens de gemeenteraadszitting van april 2020. Andere afwijzende reacties volgden.

## Voetnoot
1. ↑   Willy MUYLAERT, Caesar Gezelle (1875-1939) of "De centenaarslast van een grote naam, in: Liber amicorum André Vanhoutryve, Brugge, 1990
2. ↑  "Men kent u niet in't eigen land", YouTube-kanaal van Frank Willaert